# Syrphophagus hakki
Syrphophagus hakki är en stekelart som beskrevs av Agarwal 1963. Syrphophagus hakki ingår i släktet Syrphophagus och familjen sköldlussteklar. Inga underarter finns listade i Catalogue of Life.